# Loxaspilates atrisquamata
Loxaspilates atrisquamata là một loài bướm đêm trong họ Geometridae.